# Carl von Nutzhorn
Carl Ludvig Vilhelm Rømer von Nutzhorn (født 9. maj 1828 i Fredericia, død 29. oktober 1899) var en dansk indenrigsminister, justitsminister og amtmand.
Nutzhorn var søn af major, branddirektør Bendix Conrad Heinrich von Nutzhorn (12. juni 1771 – 12. oktober 1853) og Anna f. Buhl (d. 14. september 1829). Han fødtes 9. maj 1828 i Fredericia, blev 1844 student fra Roskilde Katedralskole og 1850 juridisk kandidat, ansattes 1851 som assistent i Indenrigsministeriet, udnævntes 1856 til kancellist, 1857 til fuldmægtig, 1859 til kontorchef og 1862 til departementschef sammesteds. Det navn, han i disse stillinger havde erhvervet sig som en arbejdsom, indsigtsfuld og kundskabsrig mand, bevirkede, at D.G. Monrad ved dannelsen af sit ministerium 31. december 1863 optog ham i dette som indenrigsminister; men af misfornøjelse med våbenstilstandsbetingelserne udtrådte han allerede 10. maj 1864 af ministeriet og overtog på ny sit departementschefsembede. 1866 udnævntes han til amtmand over Thisted Amt, og 1868 indtrådte han som justitsminister i C.E. Frijs' ministerium, men kunne trods den ihærdighed og klarhed, hvormed han forsvarede sine anskuelser i Folketinget, intet væsentligt udrette over for denne repræsentation, når undtages, at det ved klog eftergivenhed i spørgsmålet om præsternes militære tjenestetid lykkedes ham at få værnepligtsloven gennemført. Få dage efter ministeriets afgang 1870 udnævntes han til amtmand over Vejle Amt, og i denne stilling, som han tidligere (i vinteren 1861-62) midlertidig havde beklædt, virkede han siden den tid med en fra alle sider anerkendt og påskønnet dygtighed, energi og humanitet.
Ved siden af sin egentlige embedsgerning beklædte han i årenes løb forskellige andre stillinger. Således var han 1859-62 sekretær ved landinspektør- og landmåler-eksamenskommissionen; 1861 blev han medlem af kommissionen angående Islands forfatningsmæssige stilling; 1864 fik han sæde i kommissionen angående de inkorporerede sønderjyske distrikter, 1870 i kommissionen angående provinskøbstædernes forhold; 1894 blev han kommissarius ved Vejle-Vandel Jernbane, 1895 ved Kolding-Egtved Jernbane. 1859 udnævntes han til kancelliråd, 1862 til justitsråd og senere samme år til etatsråd, men frasagde sig 1871 denne titel. 1869 blev han kommandør af 2. grad af Dannebrogsordenen, 1871 af 1. grad.
1873 ægtede han Emilie David, f. Aarestrup (f. 1. september 1841), datter af stiftsfysikus Emil Aarestrup og tidligere gift med distriktslæge Vilhelm Julius d. (d. 1883), og døde 29. oktober 1899.